# Tonga (comida)
La tonga es un plato típico de la gastronomía manabita en Ecuador.
Está elaborada a base de arroz, salsa de maní, seco de gallina criolla o pollo (o con cualquier otro tipo de carne), y es envuelto con varias capas de hojas de plátano, se lo conoce también como: “pandao” o almuerzo montuvio.

## Historia
Su desarrollo  se originó  por la antigua actividad de los caucheros y los primeros exploradores cuando existía la selva manabita. Los trabajadores ingresaban todas las mañanas a los bosques montañosos a extraer el caucho para adquirir el látex.
Los campesinos de las familias incursionaban en la montaña a trabajar generalmente de la parroquia Convento y que por ello las mujeres les enviaban los alimentos del día envuelta en hoja de plátano para que se mantuviera caliente, por lo que hace casi cien años no había la disponibilidad de envases que existen actualmente,  en cocina esta técnica de envolver los alimentos como habilidad para cubrir la comida con hojas ha sido sin lugar a dudas una de las ideas innovadoras de la época republicana. Desde aquel momento, la costumbre se integró en la vida del campesino montuvio y ahora la tonga es un plato representativo de Manabí.
Con los años se fue convirtiendo en un plato  popular requerido en eventos sociales, de índole familiar, encuentros benéficos, bingos, etc, por tanto, también se sirve en comedores de Portoviejo, Chone, y Manta. Suelen venderlas en oficinas de organizaciones privadas y públicas.

## Descripción
Para elaborar la tonga se seleccionan hojas de plátano que son soasadas sobre brasas de leña, en donde cuece el estofado de pollo con yierbita, ajo, achiote y otras especias. Además en otro recipiente, se prepara la salsa de maní, para que tenga su sabor característico, en algunos establecimientos lo preparan dentro de un horno de barro cubierto de madera con fuego preferentemente de leña o carbón.
Se expanden las hojas de verde y se hecha encima las porciones de arroz, luego se riega el condumio de gallina o pollo, se coloca el maduro frito y se procede a untar la salsa de maní. Luego el envuelto se amarra con hilos de hoja de plátano, se sostiene hasta obtener la forma de un bollo de 30 X 20 y 5 centímetros de grosor.
Esta comida típica de manabí no se lo sirve en platos, puesto que las hojas de plátano reemplazan muy bien a los recipientes de plástico o porcelana, por lo compacto de su envoltura, es de fácil transporte.
En algunos establecimientos se prepara con camarón, y en ferias gastronómicas lo preparan con longaniza, pato y chancho.